# Lymantria infuscata
Lymantria infuscata este o specie de molii din genul Lymantria, familia Lymantriidae, descrisă de Okano 1959 Conform Catalogue of Life specia Lymantria infuscata nu are subspecii cunoscute.